# Zbiorowe samobójstwo w Częstochowie (1911)

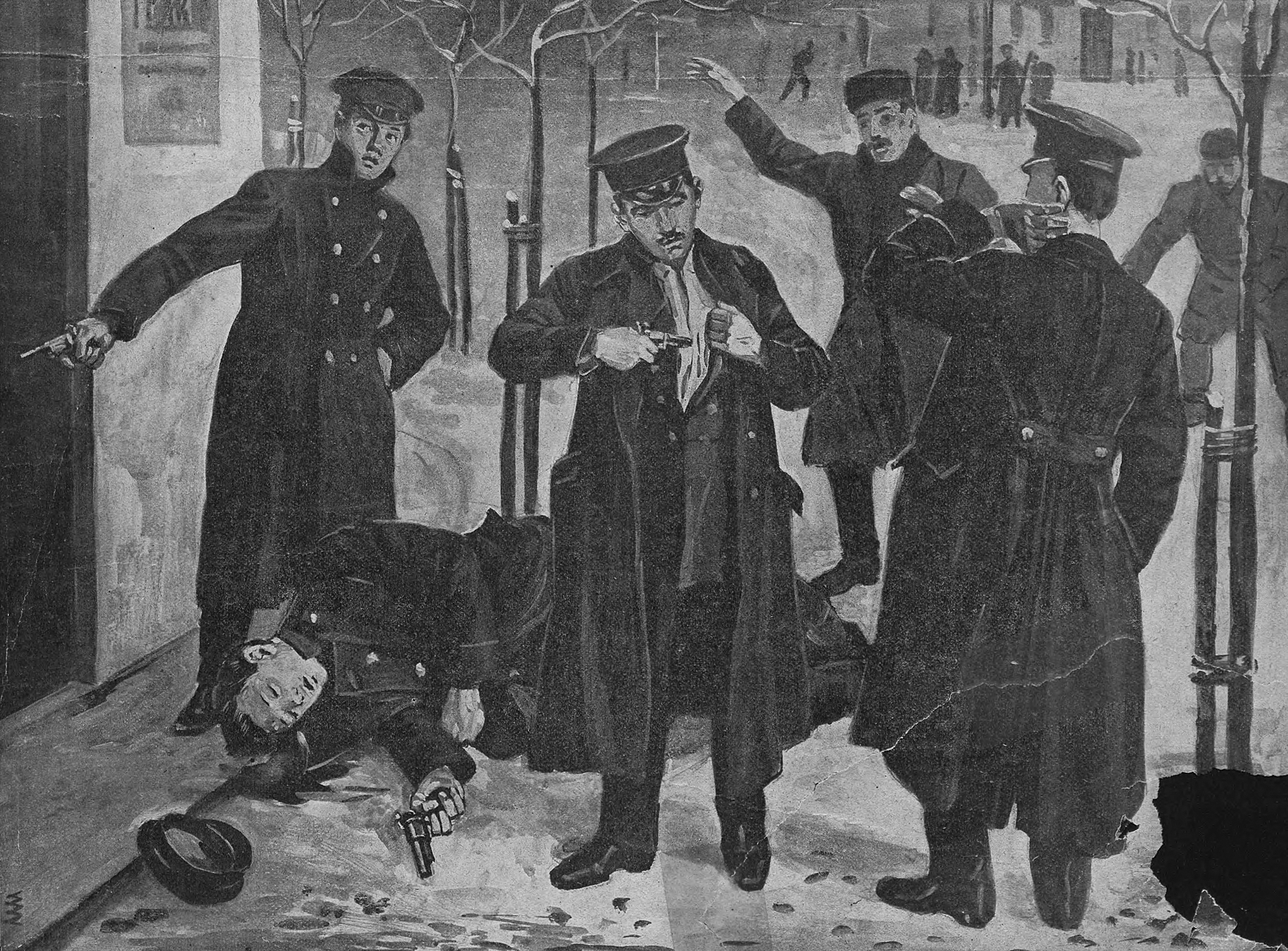
Ilustracja ukazująca zdarzenie wydrukowana na okładce „Nowości Illustrowanych”

Zbiorowe samobójstwo w Częstochowie popełnione 16 lutego 1911 w Częstochowie.

## Przebieg wydarzeń
Tego dnia rano z gimnazjum rządowego z powodu przewinień zostało wydalonych trzech uczniów VIII klasy: Stefan Turski (pochodzący z Kieleckiego), Leon Sakowicz (syn właściciela majątku Lubońska), Szurinow (syn dyrektora filii Banku Państwa w Częstochowie). W związku z tym po południu jeździli oni na sankach i odwiedzali lokale gastronomiczne pijąc alkohol. Około 21:30 dotarli do restauracji Świderskiego przy ulicy 7 Kamienic w pobliżu Jasnej Góry. Tam dołączył do trójki ich kolega, Michał Bubel-Jarocki, syn miejscowego sędziego pokoju, także wydalony z gimnazjum w ostatnim czasie. Przebywał z nimi także Lipski (pracownik fabryki). Celem ich spotkania miało być pożegnanie z kolegą Akatowem. Tam młodzieńcy przebywali w osobnym pomieszczeniu lokalu, spożywając wódkę i rozprawiając nad swym losem. Prawdopodobnie tam podjęli zamiar odebrania sobie życia. Z relacji świadków wiadomo, że byli gimnazjaliści byli przygnębieni i zdenerwowani. Późnym wieczorem udali się na Plac Jasnogórski. Jako pierwszy z nich Sakowicz oddał strzał z broni palnej (browning) w powietrze. Po nim broń chwycił Bubel-Jarocki i postrzelił się w serce. Krwawiąc zdołał on jeszcze powrócić do restauracji. Następnie Turski przejął rewolwer i oddał trzy strzały, raniąc się w głowę, po czym został opatrzony przez będącego w pobliżu lekarza wojskowego Z. Bema, a następnie oddalił się (według innych relacji postrzelił się on śmiertelnie w skroń i był drugą ofiarą zdarzenia). Usiłującemu odebrać sobie życie Sakowiczowi zdołano wyrwać broń. On i Szurinow zbiegli z miejsca zdarzenia, a kilka godzin potem zostali zatrzymani i aresztowani.
Jeszcze podczas opatrywania Turski wyznał, że gimnazjaliści zamierzali popełnić samobójstwo z powodu wydalenia ze szkoły. Rewolwer przejął wspomniany dr Bem. Godzinę po zajściu na miejscu przybyły władze śledcze.
W relacji prasowej z tego zdarzenia informowano o pladze samobójstw wśród młodzieży szkolnej w tym czasie. Sprawa była szeroko omawiana w prasie polskiej, zarówno w warszawskiej, jak też lubelskiej i w Galicji.